# Spring City (Pennsylvania)
Spring City è un comune (borough) degli Stati Uniti d'America, situato nello stato della Pennsylvania, nella contea di Chester.